# Tàtars de Crimea
|  | Aquest article tracta sobre l'ètnia de parla turquesa. Si cerqueu la llengua turquesa, vegeu «Tàtar de Crimea». |

Els tàtars de Crimea són una ètnia de parla turquesa (tàtar de Crimea) i de religió musulmana sunnita; eren uns 269.000 segons el darrer cens soviètic del 1989, primer en el que apareixien separats de la resta de tàtars, però segons altres fonts sobrepassen els 500.000 individus. Són una població establerta de ben antic a la península de Crimea, però el 1944 foren deportats a Àsia central per Stalin. Des d'aleshores han fet tot el possible per tornar al seu territori.

## Demografia
Es creu que el 1793 hi havia 160.251 tàtars a Crimea (el 98% de la població) segons Peter Simon Pallas, però baixaren a menys de 100.000 el 1860. Arribaren als 150.000 el 1925 (aproximadament el 25% de la població). Segons el cens ucraïnès del 1991,s'afirmava que uns 89.000 tàtars (el 4% de la població) s'havien establit al territori, però es creu que uns 150.000 més hi havia anat il·legalment, i que per això no figuraven als censos. Al cens del 2001 la xifra era de 248.200. Des del 1945 viuen majoritàriament a Samarcanda i Taixkent (Uzbekistan), encara que a poc a poc van tornant, legalment o il·legal al país, a Crimea. Es calcula que uns 150.000 encara viuen a l'Uzbekistan. A més, fora de l'antiga URSS, n'hi ha un nombre indeterminat (però important) a Turquia, 4.500 a Bulgària, 24.000 a Romania, 6.000 als EUA (molts d'ells als barris de Queens i Brooklin de Nova York) i un nombre indeterminat a Alemanya i l'Europa Occidental.